# تاريخ البانتو الصومالي في ولاية ماين
تاريخ البانتو الصومالي في ولاية ماين، هم مجموعة عرقية يعرفون بإسم البانتو في الصومال تقيم في ولاية ماين.

## التاريخ

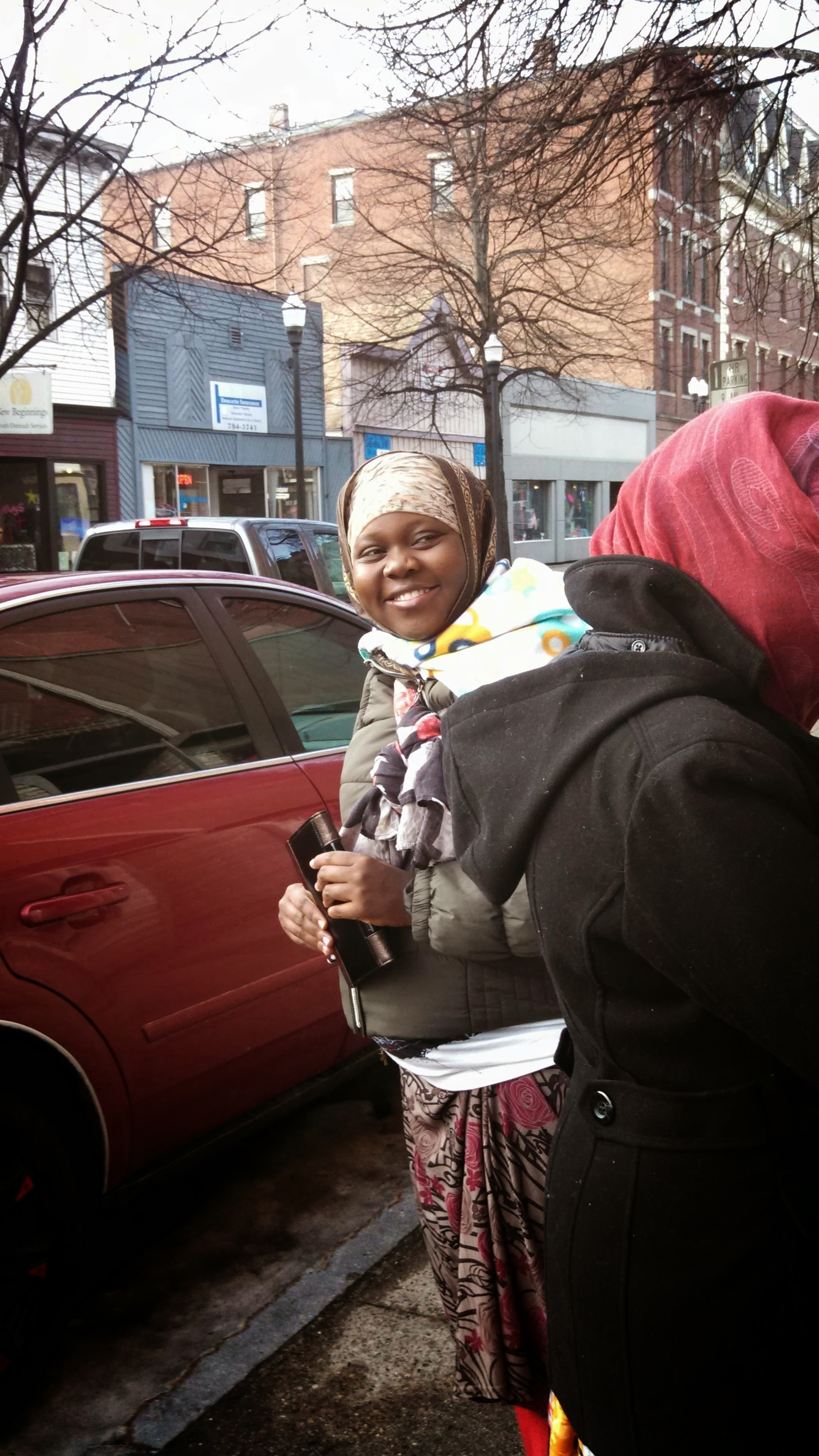
امرأة صومالية من البانتو في لويستون

البانتو الصوماليون هم أقلية عرقية في الصومال، من مختلف مجموعات البانتو العرقية التي نشأت من بتنزانيا وملاوي وموزمبيق والذين تم جلبهم إلى الصومال كعبيد في القرن التاسع عشر. يتميز البانتو الصوماليون عرقياً وجسدياً وثقافياً عن الصوماليين، وقد ظلوا مهمشين منذ وصولهم إلى الصومال.
خلال الحرب الأهلية الصومالية، التي بدأت لأول مرة بالإطاحة بالحكومة المركزية في عام 1991، تم طرد العديد من البانتو من أراضيهم من قبل فصائل مسلحة مختلفة من العشائر الصومالية.
ولأنهم من الأقليات ولا يمتلكون سوى القليل من الأسلحة النارية، فإن البانتو كانوا عرضة بشكل خاص للعنف والنهب من قبل رجال الميليشيات. وفر عشرات الآلاف من البانتو إلى مخيمات اللاجئين في كينيا المجاورة.
في عام 2000، صنفت الولايات المتحدة البانتو كأولوية وبدأت الاستعدادات لإعادة توطين ما يقدر بنحو 12000 لاجئ من البانتو في مدن مختارة في جميع أنحاء الولايات المتحدة. واستقر معظم الوافدين الأوائل إلى الولايات المتحدة في كلاركستون، جورجيا.
في يونيو 2011، ذكرت صحيفة لويستون صن جورنال أن عددًا من المهاجرين الجدد من البانتو حصلوا على شهادات الدراسة الثانوية وكليات المجتمع المحلي وطلاب المرحلة الجامعية والتعليم المستمر البالغين، بالإضافة إلى خريجي المدارس الثانوية.

## التركيبة السكانية
هناك حوالي 1000 مهاجر صومالي من البانتو في لويستون اعتبارًا من عام 2012.